# J'ai serré la main du diable (livre)
 (janvier 2022).
Si vous disposez d'ouvrages ou d'articles de référence ou si vous connaissez des sites web de qualité traitant du thème abordé ici, merci de compléter l'article en donnant les références utiles à sa vérifiabilité et en les liant à la section « Notes et références ».
Pour les articles homonymes, voir J'ai serré la main du diable.
J'ai serré la main du diable : la faillite de l'humanité au Rwanda est un livre paru en 2003 et rédigé, avec la participation du major Brent Beardsley, par Roméo Dallaire, ancien lieutenant général des Forces canadiennes et commandant de la Mission des Nations unies pour l'assistance au Rwanda (MINUAR) organisée par l'Organisation des Nations unies (ONU).
Roméo Dallaire décrit dans ce livre son mandat en tant que commandant de la MINUAR pour tenter de maintenir la paix au Rwanda avant et pendant le génocide au Rwanda perpétré par les extrémistes Hutus contre les Tutsis et les Hutus modérés.

## Résumé
En 1994, le génocide rwandais a fait plus de 800 000 morts en une centaine de jours. Le général canadien Roméo Dallaire a assisté au déroulement des massacres. Dans J'ai serré la main du diable, il brosse le portrait des difficultés et atrocités auxquelles il fut exposé. « J’ai eu l’impression d’avoir des traces de sang sur les mains pendant des mois », soutient-il.
Arrivé à Kigali, capitale du Rwanda, le 17 août 1993, Dallaire essaie de prévenir les hautes instances de l’ONU qu'il manque de matériel et d'hommes pour mener à bien sa mission. Cependant, un manque de clarté dans les procédures d'interventions de l'ONU jumelé au manque d'intérêt de la communauté internationale pour le Rwanda, un pays africain à la position stratégique et aux ressources naturelles limitées, font en sorte que les appels à l'aide de Dallaire restent à peu près sans réponse.
De jour en jour, la situation se dégrade. Finalement, les forces du général seront laissées à elles-mêmes, sans carburant, sans argent et sous-équipées. Encouragés, entre autres, par la propagande de la Radio Télévision Libre des Mille Collines, qui lance des appels incessants à la haine ethnique, des miliciens hutus se lancent sur leurs victimes tutsies pendant qu'une armée d'exilés entame une guerre civile, depuis la frontière nord du pays, pour prendre le pouvoir. Dans Kigali, des cadavres de civils s’empilent, plusieurs tués à coups de machettes. La majorité des politiciens modérés avec qui Dallaire avait le mandat de négocier sont assassinés.

## Adaptations cinématographiques
Le livre J'ai serré la main du diable a été adapté dans un documentaire : Shake Hands With the Devil: The Journey of Roméo Dallaire de Peter Raymont (2004). Ce film a remporté le « 2004 Sundance Film Festival Audience Award for World Cinema - Documentary ».
Son livre a fait également l'objet d'une adaptation au cinéma dans un long métrage de Roger Spottiswoode intitulé Shake Hands with the Devil (J'ai serré la main du diable). Le tournage a débuté mi-juin 2006 à Kigali, Rwanda et Montréal. Parmi les acteurs, on trouve notamment le franco-ontarien Roy Dupuis dans le rôle du Général Dallaire. Ce film est sorti en salles le 28 septembre 2007.